# Seiji Shinkai
Seiji Shinkai (新海 征治 (Shinkai Seiji), né le 5 juillet 1944) est un chimiste japonais. Il est connu pour ses travaux pionniers dans le domaine de l'auto-assemblage moléculaire.

## Carrière
Seiji Shinkai est  né le 5 juillet 1944 dans la préfecture de Fukuoka. Il effectue ses études, jusqu'au doctorat qu'il soutient en 1972, à l'université de Kyushu. Après un post-doc passé aux États-Unis, à l'université de Californie, il revient au Japon en 1974, puis enseigne à l'université de Nagasaki pendant près de dix ans avant de rejoindre son alma mater en 1987. Il reste professeur à l'université de Kyushu jusqu'à la fin de sa carrière.
Il est déclaré en 2018 personne de mérite culturel pour l'ensemble de son œuvre.

## Prix et récompenses
- 1998 : Prix Izatt-Christensen[2]
- 2003 : Prix de la Société chimique du Japon
- 2017 : Ordre du Trésor sacré